# Trespoey
 (février 2013).
Si vous disposez d'ouvrages ou d'articles de référence ou si vous connaissez des sites web de qualité traitant du thème abordé ici, merci de compléter l'article en donnant les références utiles à sa vérifiabilité et en les liant à la section « Notes et références ».
Trespoey est un quartier de la ville de Pau, situé dans le département français des Pyrénées-Atlantiques, en région Nouvelle-Aquitaine.  

## Étymologie
Le mot Trespoey vient du béarnais, signifiant « trois puys » Poey évoque un puy ou puig, c'est-à-dire une éminence arrondie, souvent fortifiée dans les temps anciens. En effet, le quartier Trespoey compte trois églises, d'où l'origine du nom qui fait référence aux trois hauteurs ou trois clochers.

## Géographie
Le quartier de Trespoey est situé à l'est de Pau. Limitrophe de Bizanos, il est situé dans le prolongement de la ville de Pau, en haut d'une colline qui offre une superbe vue sur la chaîne des Pyrénées. Il a donné son nom à l'avenue principale qui le traverse, l'« avenue Trespoey » qui file d'ouest en est et relie le centre-ville de Pau à la proche banlieue.
Aujourd'hui, l'avenue Trespoey dessert nombre de petites rues et impasses abritant de spacieuses villas dites basco-anglaises, construites entre le milieu du XIXe siècle et le début du XXe par de nombreux étrangers en villégiature à Pau, principalement des visiteurs britanniques et américains.

## Histoire

### XVIIesiècle
Les origines du quartier remontent au XVIIe siècle, alors que la colline était encore entièrement boisée. 

En effet, les Ursulines, des sœurs chrétiennes qui possédaient un monastère et une école pour jeunes filles à Pau, en périphérie du Quartier du château ont été exclues de leur logement du centre-ville. Elles décident alors de s'installer en dehors de la ville, achètent une grande partie de la colline et y font bâtir un couvent, une chapelle et un pensionnat pour jeunes filles ouvert le 20 juin 1675.

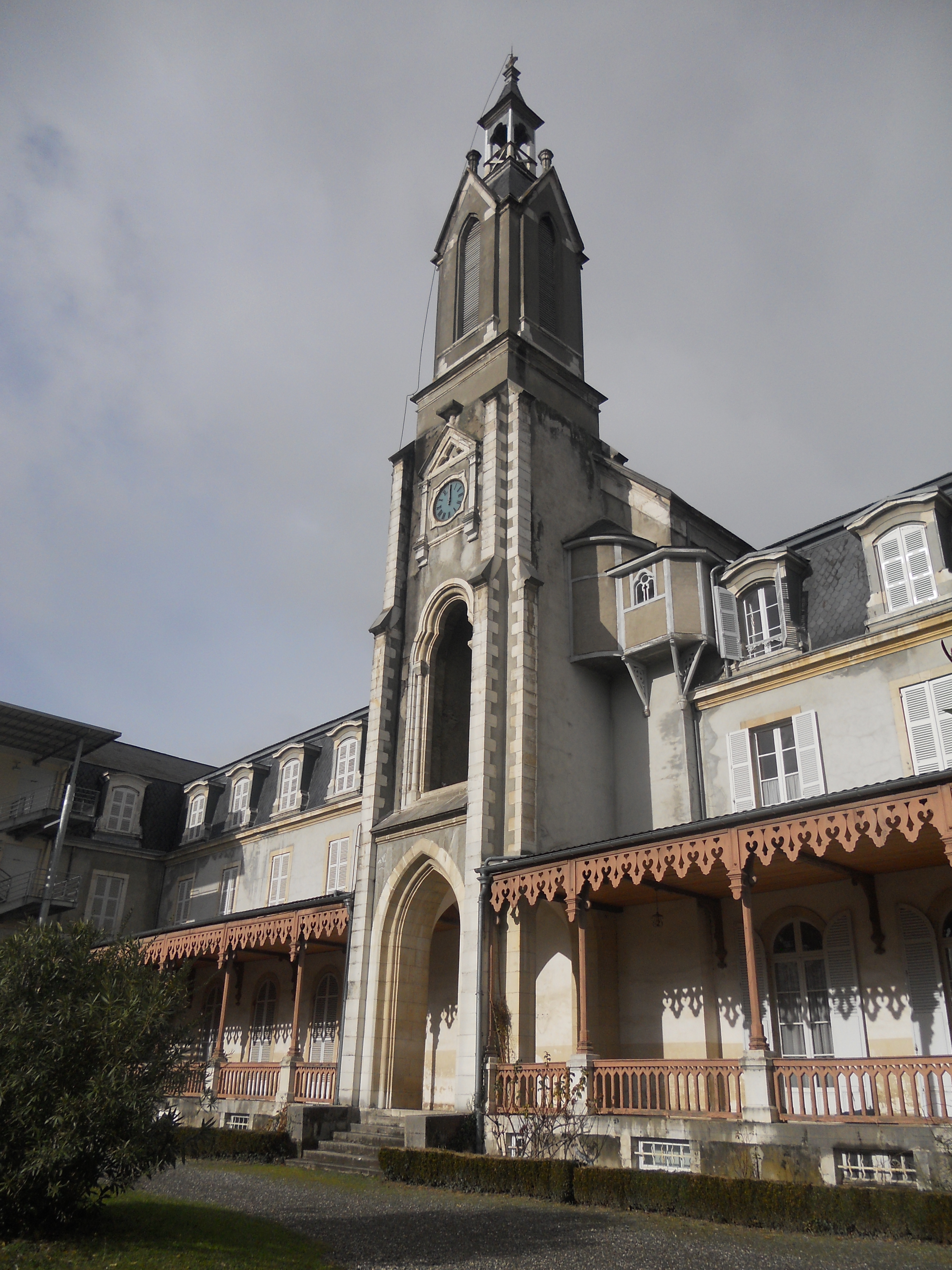
L'école des Ursulines.

### XIXesiècle
À la Belle Époque, Pau devient un lieu de villégiature pour les Anglais et les Américains fortunés désireux de découvrir la France. Ceux-ci fondent notamment le premier golf du continent européen, le Pau Golf Club, en 1856. Tombant sous le charme de cette colline face aux Pyrénées, les premiers millionnaires anglais font construire leur villa face à la montagne. Ainsi le château San Carlos, la villa Nitot, la villa Saint-Basil, la villa Navarre, la villa La Malmaison, le Palais Sorrento (appelé aussi Casteth de l'Array ou encore le Palais du Soleil) et de nombreuses autres villas anglaises voient-ils le jour sur la colline. Le parc des Ursulines est alors considérablement rétréci par les achats des millionnaires anglais.
À la même époque, les deux autres « pointes » de Trespoey sont érigées. Il s'agit des Carmélites, qui s'installent à une centaine de mètres des Ursulines (actuelle maison Saint-Michel), et de la chapelle du couvent des Réparatrices à l'extrême ouest de Trespoey, qui abrite aujourd'hui le conservatoire de musique et de danse de Pau.

### XXesiècle
Durant la Seconde Guerre mondiale, les Allemands tombent à leur tour sous le charme du quartier et s'installent dans le couvent des Ursulines. À la Libération de la France, ils quittent le logement des religieuses sans y avoir fait de dégâts.
Au XXe siècle, les millionnaires anglais délaissent peu à peu le quartier Trespoey qu'ils ont presque entièrement construit. Ils laissent place à de riches familles béarnaises qui s'installent dans leurs confortables villas.
Propriété de Madame Ridgway de 1923 à 1930, la villa Navarre est rachetée quelques années avant la Seconde Guerre mondiale par l'homme d'affaires français Jean-Michel Beigbeder (père de l'écrivain Frédéric Beigbeder). Revendue à la fin du siècle, elle a été transformée en hôtel. La villa Saint-Basil fut pour sa part rachetée au début du siècle par l'époux d'une riche héritière argentine, Monsieur Tooley. Après la mort de son époux, la riche veuve lègue la villa aux sœurs missionnaires de la Motte. Celles-ci transforment alors le bâtiment en centre de repos, jusqu'à son rachat en 1980 par la mairie de Pau.

### XXIesiècle
De la seconde moitié du XXe siècle jusqu’au XXIe siècle, le quartier Trespoey demeure un quartier recherché de Pau. Il est aussi l'un des plus chers, avec un prix moyen au mètre carré supérieur à 3 000 euros.
Aujourd'hui, les Ursulines détiennent toujours leur convent et désormais le groupe scolaire Sainte-Ursule abrite des classes maternelles, primaires et secondaires. Le quartier dispose également d'une école maternelle publique (« les Lauriers », du nom de la seconde avenue principale de Trespoey).
Le quartier abrite aussi l'un des deux plus luxueux hôtels de la ville. Rachetée par des promoteurs à la fin XXe siècle, la villa Navarre a en effet été transformée en hôtel de luxe, l'hôtel Villa-Navarre cinq étoiles. Il est reconnu pour son restaurant et sa vue splendide sur la chaîne des Pyrénées.
La villa Saint-Basil, est quant à elle devenu un centre de repos, avant d'être rachetée en 1980 par la mairie de Pau. Elle a été transformée en villa de réception, accueillant des manifestations mondaines ou des mariages. Une fois par an, lors des Journées européennes du patrimoine, son rez-de-chaussée est ouvert au public.
Le palais Sorrento et son parc ont eux aussi été vendus. En 1954, une société immobilière s'en est portée acquéreur. Le parc a été divisé en lotissement accueillant de petites villas de ville et le palais lui-même en plusieurs appartements de prestige avec vue sur les Pyrénées.

## Patrimoine

### Les Villas de Trespoey

#### Le palais Sorrento ouCastet de l’Array
Une fermette béarnaise transformée en petit palais vénitien : le palais Sorrento.
En 1954, l’ensemble du domaine est vendu à une société immobilière : le parc est démembré en lotissements, et le palais divisé en appartements.
« Sorrento » est resté gravé sur le portail de l’ancienne entrée.

#### Villa Saint Basil’s
Construite vers 1889, par un rentier parisien qui la cède en 1897 au notaire palois Henri Maisonnier. La villa d’origine était une construction simple de deux étages. Louée à des résidents étrangers durant des années, elle devint en 1927 la propriété de Francis William Tooley, époux d’une riche héritière argentine: Ana Maria Lynch. Ils agrandirent le domaine, le parc fut réaménagé par un paysagiste, la villa agrandie, fut décorée avec raffinement. 
A remarquer le décor du petit salon par le peintre palois René Marie Castaing, sur le thème du conte «Cendrillon»(1933-1934).
Léguée après la mort de sa femme, aux sœurs missionnaires de la Motte, la villa fut utilisée comme centre de repos jusqu’en 1980.

Propriété de la Ville de Pau, la Villa saint Basil’s est transformée en villa de réception, et peut être louée par les particuliers désireux d’offrir un cadre magique pour une journée ou une soirée.

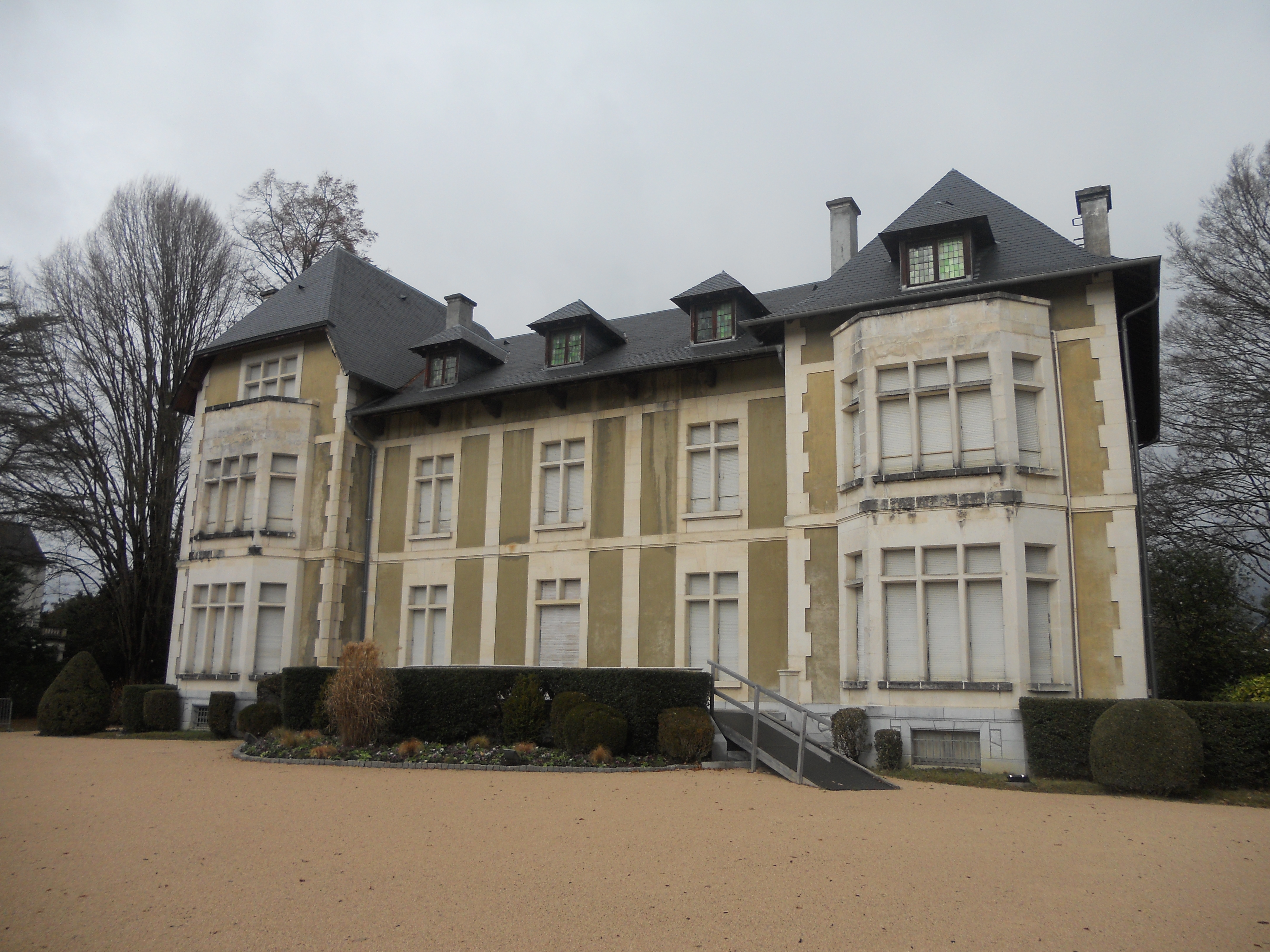
La villa Saint Basil's.

#### Villa Navarre
Construite par un architecte parisien en 1870, la villa Navarre fut la propriété de Ellen Ridgway de 1923 à 1930, qui construisit la chapelle.
Achetée avant la seconde guerre mondiale par la famille Beigbeder, elle fut revendue à Monsieur de Stampa en 2002, qui la transforma en hôtel quatre étoiles. 

#### Villa Ridgway
Edifiée en 1905 par la famille Henry Ridgway, riche banquier de Philadelphie, cette demeure de style néo-colonial témoigne de l'histoire des riches américains qui y ont demeuré,. La villa abrite aujourd’hui des locaux utilisés par Turbomeca, Total et la Communauté d'agglomération de Pau-Pyrénées.

Villa Ridgway
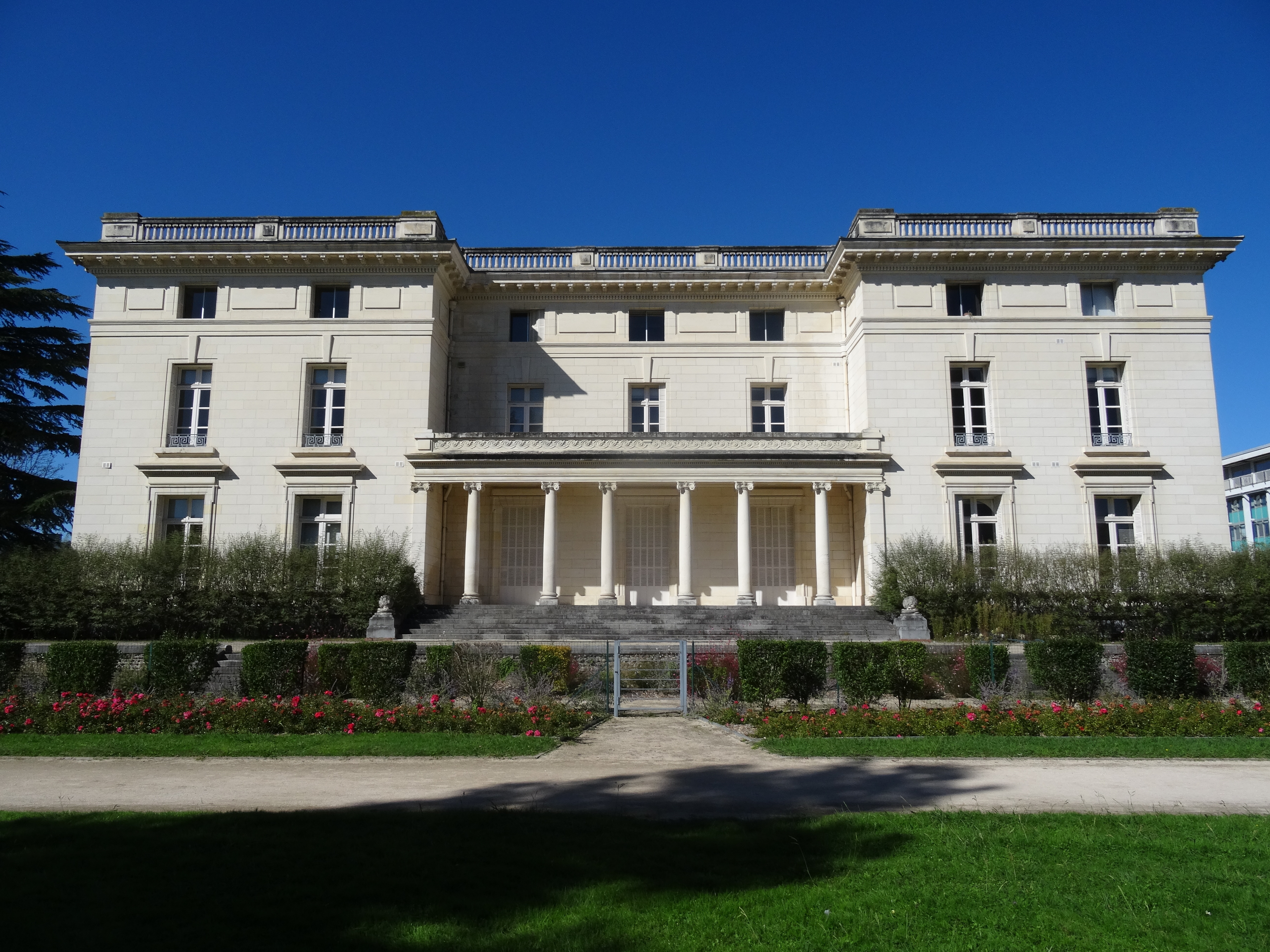
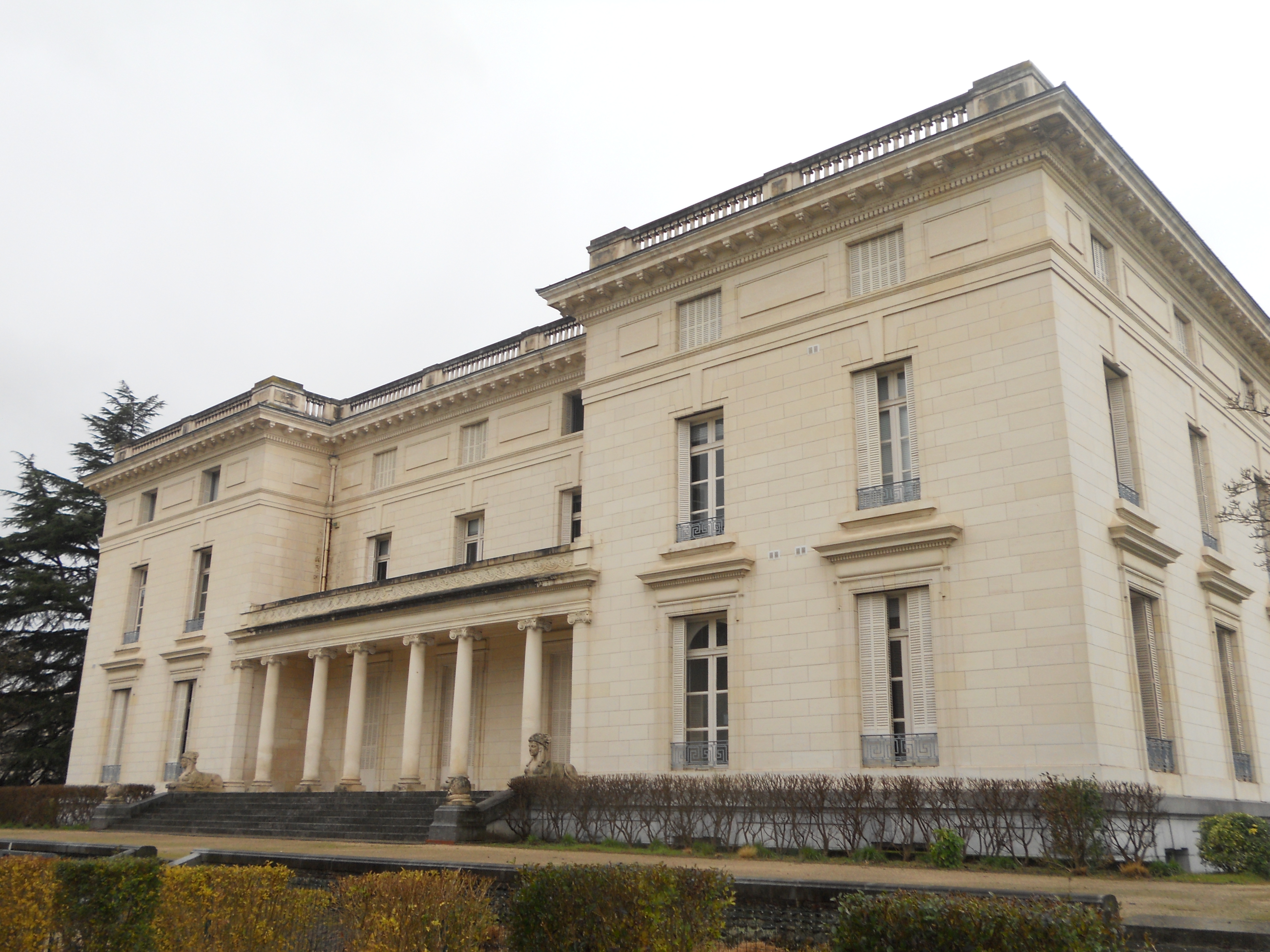

#### Villa San Carlos
En 1862, la baronne de Brienen fait édifier la villa San-Carlos, bâtisse à la façade entourée de deux tourelles aux toits pointus. La baronne offre également à la communauté des Réparatrices un couvent, devenu aujourd'hui Conservatoire de Danse et de Musique.

#### Villa Beit-Rahat

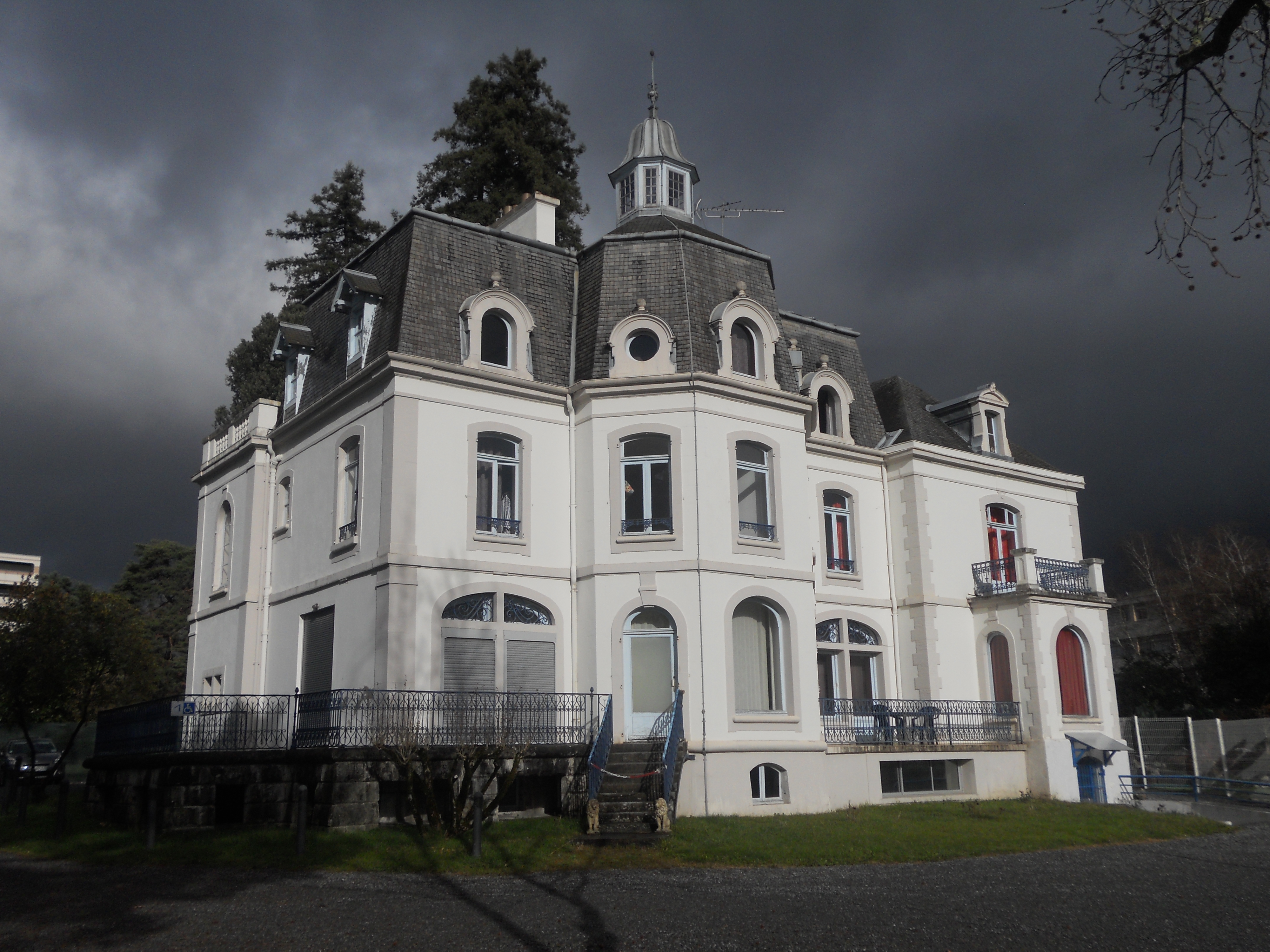

En 1850, la comtesse de Carantilly fait édifier le chalet Minchin, aujourd'hui villa Beit-Rahat. Elle prend soin de l'implanter au sud de la parcelle pour avoir une vue dégagée sur les Pyrénées.

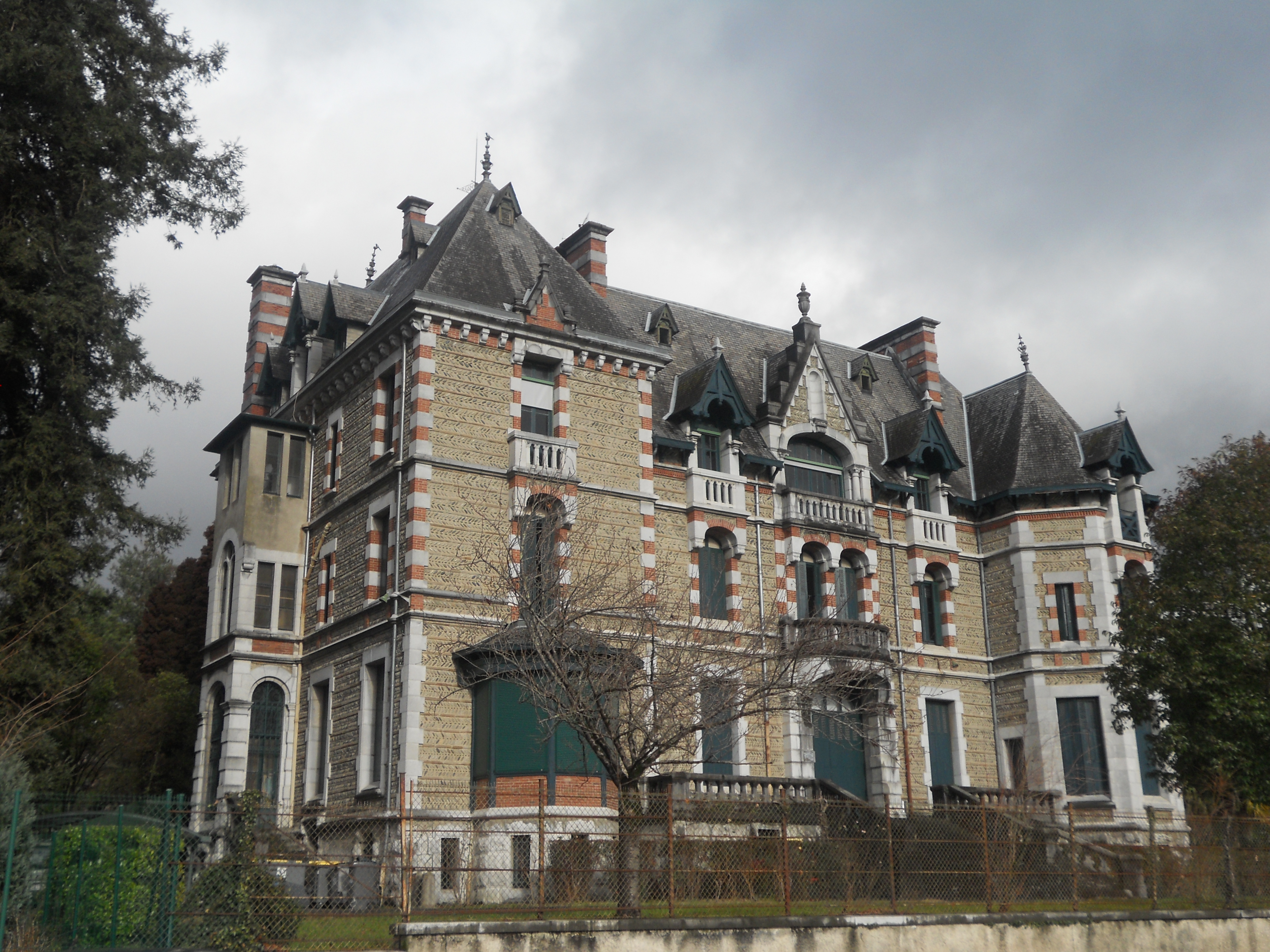
Villa Nitot

#### Villa Nitot ou Castel Trespoey
La villa Nitot est construite par le comte de Nitot, joaillier de Napoléon Ier, auteur des objets du Sacre. À l'origine, elle s'appelait castel Trespoey avant d'être rebaptisée villa Nitot.  

#### Villa Bellerive
En 1896, le Docteur Crouzet y fonde le sanatorium de Trespoey, comprenant 14 chambres. N'ouvrant que l'hiver, Crouzet pratiquait à Trespoey la méthode « diététique hygiénique des auteurs allemands », et notamment celle de Falkenstein, qui permettait aux malades de pratiquer davantage d'exercices physiques. 
Le docteur Crouzet y avait également établi un observatoire météorologique en 1898.
Elle est aujourd'hui détruite.

#### Villa Montebello
Une des plus belles demeures de la fin du XIXe siècle, elle a été menacée de ruine, avant d'être rénovée et divisée en huit appartements atypiques. Cette villa a été construite pour Jean Lannes[réf. nécessaire] 1er duc de Montebello, maréchal d'Empire de Napoléon. Construite vers 1885 et achevée en 1895, la villa avait constitué la dot de la fille du général Guillemin lors de son mariage avec le Gustave Lannes de Montebello.